# Skrivaren (Ålesund)

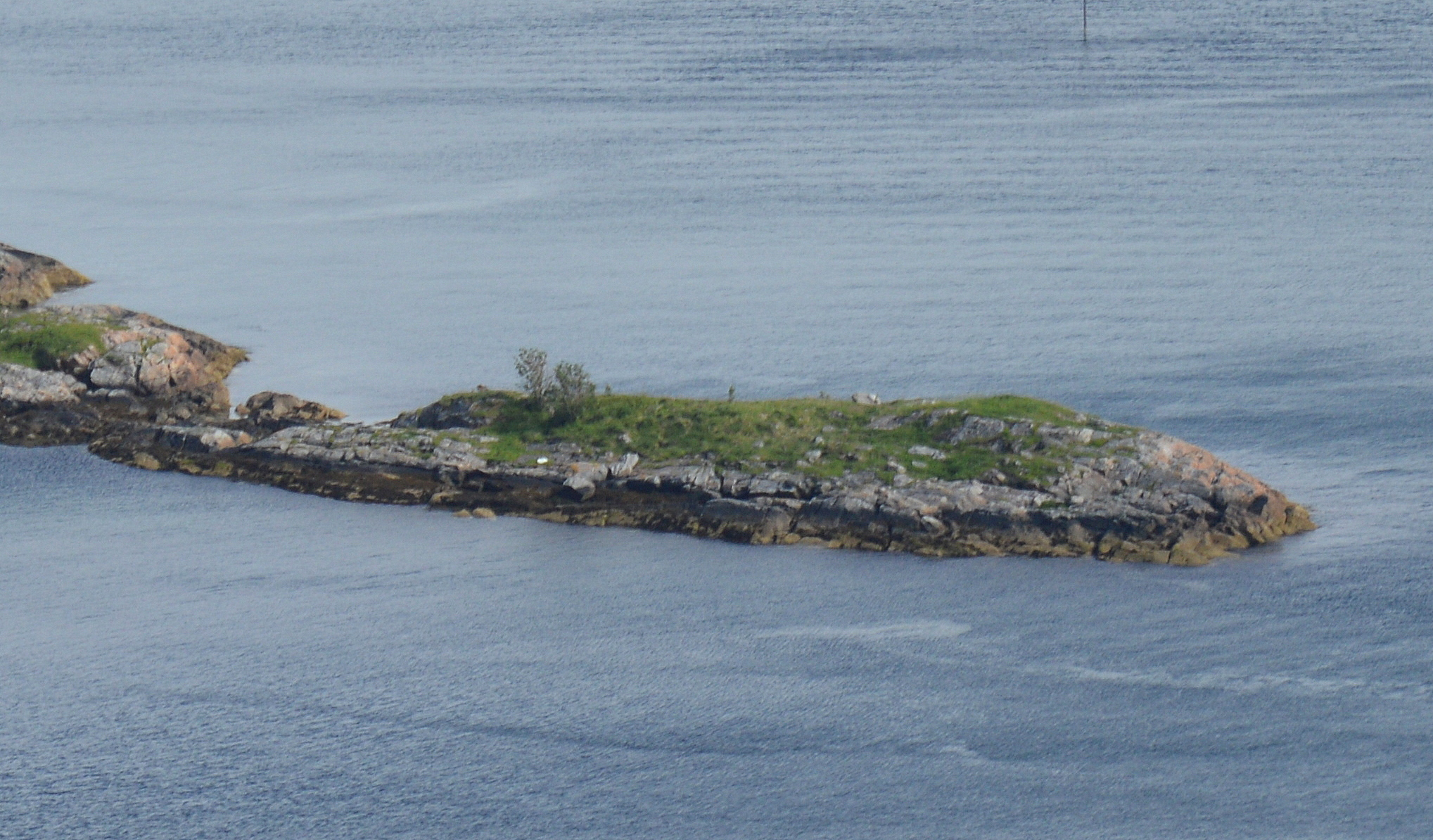
Skrivaren, Blick vom Berg Aksla aus nordwestlicher Richtung

Skrivaren ist eine unbewohnte Schäreninsel im Aspevågen in Norwegen und gehört zur Gemeinde Ålesund in der norwegischen Provinz Møre og Romsdal.
Sie liegt im Bereich des Hafens von Ålesund unmittelbar südlich der Insel Nørvøy. Östlich schließen sich weitere kleine Schären bis an das Ufer an, so dass Skrivaren fast den Charakter einer Halbinsel hat. Weiter westlich liegt Bålholmen, östlich Lampeholmen.
Die felsige Insel hat eine West-Ost-Ausdehnung von etwa 70 Metern bei einer Breite von bis ungefähr 30 Metern. Sie erreicht eine Höhe von bis zu drei Metern, ist karg und nur wenig bewachsen.